# V. Boleszláv lengyel fejedelem
V. Boleszláv, más néven Szemérmes Boleszláv (lengyelül: Bolesław V Wstydliwy), (1226. június 21. – 1279. december 7.) krakkói és sandomierzi herceg (1233-tól), lengyel fejedelem.
Fehér Leszek és Lucki Grzymisława fia, Igazságos Kázmér unokája, Árpád-házi Szent Kinga férje.

## Élete
Apja halálakor nagybátyja, Mazóviai Konrád anyjával együtt bebörtönözte először Czerskben, majd Sieciechówban. A szökésben segítette Klemens z Ruszczy főúr.
1239-ben az akkor 13 éves Boleszláv feleségül vette a 15 éves magyar királylányt, Kingát, IV. Béla lányát, akivel már korán eljegyezték. A házasság jó hatással volt a lengyel–magyar kapcsolatokra. 1241-ben a tatárok végigdúlták Lengyelországot is; a fejedelmi pár a tatárok elől előbb a szepességi Podolinba, majd a Dunajec bal partján álló Csorsztin várába menekült. Mazóviai Konrád 1243. évi suchodołi csatában elszenvedett veresége után krakkói herceg lett.
1257-ben városi jogokat adott (magdeburgi mintára) Krakkónak és később más városoknak is, mint például Koprzywnicának az 1268. december 8-i oklevéllel. Gondoskodott az egyház érdekeiről, számos gazdasági és jogi privilégiumot adott többek között a koprzywnicai cisztercieknek 1262-ben és 1277-ben. A krakkói püspökkel együtt elindította szczepanówi Szent Szaniszló, a lengyel királyság patrónusának kanonizálását, melyre 1253-ban került sor, többek között Boleszláv és Kinga buzgóságának köszönhetően.
1253-ban és 1260-ban katonai segítséget nyújtott apósának, IV. Bélának a II. Ottokár cseh király elleni háborúban Morvaországban. 1264-ben legyőzte a jatvingokat és ruszin szövetségeseiket, ezzel biztosítva a fejedelemség keleti határait.

## Családja
Amikor feleségül vette Kingát, annak szüzességi fogadalma hatására Boleszláv is örök tisztaságot fogadott a krakkói székesegyházban (ún. Szent József-házasságban éltek), így utód nélkül halt meg. A krakkói ferences templomban temették el.